# Chi Ma hoàng
Ma hoàng tên gọi khác Thảo ma hoàng(tên khoa học Ephedra) là một chi thực vật hạt trần chứa các loại cây bụi, và là chi duy nhất trong họ Ma hoàng (Ephedraceae) cũng như bộ Ma hoàng (Ephedrales). Các loài thực vật này sống trong các vùng có khí hậu khô trên một khu vực rộng, chủ yếu ở Bắc bán cầu, suốt từ miền nam châu Âu, miền bắc châu Phi, tây nam và miền trung châu Á, tây nam Bắc Mỹ và ở Nam bán cầu, tại Nam Mỹ kéo dài về phía nam tới Patagonia.

## Mô tả cây ma hoàng
Cây thảo, mọc thẳng đứng, cao 30 – 70 cm. Thân có nhiều đốt, mỗi đốt dài 3 – 6 cm. trên có rãnh dọc. Lá mọc đối hay mọc vòng từng 3 lá một, thoái hóa thành vẩy nhỏ, phía dưới lá màu hồng nâu, phía trên màu tro trắng, đầu lá nhọn và cứng. Hoa đực, hoa cái khác cành. Cành hoa đực nhiều hơn (4 – 5 đôi). Quả thịt màu đỏ.

## Sinh thái,bộ phân dùng
Cây ưa khí hậu mát; mọc được nơi cằn cỗi. Ra hoa nhiều hàng năm, tái sinh chủ yếu từ hạt và cây chồi từ gốc.
Bộ phận dùng: toàn cây – herba ephedrae, thường gọi là Ma Hoàng.

#### Thành phần hóa học của cây:
thành phần chính chủ yếu là alkaloid có tên ephedrin. Tuy nhiên, tùy theo xuất xứ mà hoạt chất thay đổi
Những hoạt chất được tìm thấy từ cây ma hoàng là: ephedrin, d-pseudoephedrin, metyl ephedrin, d-N-metyl ephedrin, nor ephedrin… Trong đó, ephedrin là chất có tác dụng mạnh nhất, tỷ lệ hoạt chất này vào mùa thu thường cao hơn có thể đạt tới 1,3%, sau đó đến d-pseudo ephedrin chừng 0,2%.
Dược điển Trung Quốc có quy định vị ma hoàng dùng làm thuốc phải chứa ít nhất 0,8% akaloid toàn phần, độ tro không được quá 9%.

#### Tính vị, tác dụng cây ma hoàng
vị the, hơi đắng, tính ấm, có tác dụng làm ra mồ hôi, hạ đờm, suyễn, lợi tiểu, tiêu phù.

#### Công dụng cây thuốc ma hoàng
Cây ma hoàng có tác dụng chữa cảm mạo, ho, viêm phế quản, hen suyễn.
Liều dùng 5 – 10g, dạng thuốc sắc.
Nhưng cần lưu ý tác dụng của rễ ma hoàng lại hoàn toàn ngược lại với cành và thân ma hoàng. Nếu dùng cao lỏng rễ ma hoàng tiêm vào động vật thì thấy huyết áp giảm xuống, mạch máu ngoại vi giãn ra, hô hấp tăng nhanh.
ngày nay được dùng làm thuốc cho cả đông và tây y.

## Sử dụng và các e ngại về sức khỏe

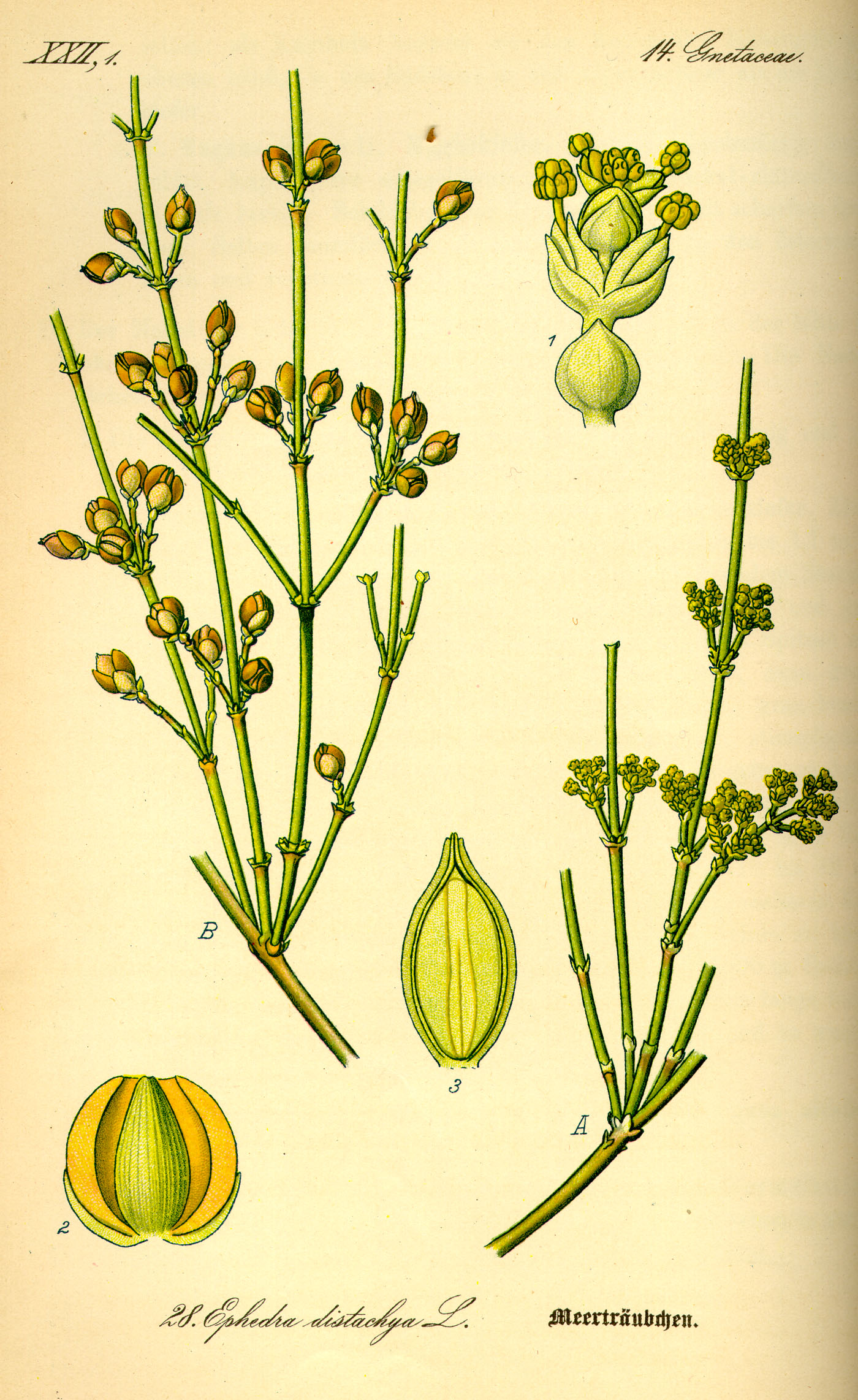
Ephedra distachya

Các loài thực vật này trong lịch sử đã được người dân bản địa sử dụng cho nhiều mục đích y học khác nhau, và có lẽ nó là một ứng cử viên cho loại cây soma trong các tôn giáo của người Ấn Độ, Iran. Các ancaloit như ephedrine và pseudoephedrine là thành phần hoạt hóa chính của chúng. Một số loài trong chi Ephedra không chứa ancaloit và vì thế về thực chất chúng là trơ về mặt hóa học, tuy nhiên, ở phần lớn các loài được sử dụng, chẳng hạn như ở E. sinica, có hàm lượng ancaloit toàn phần tới 1-3% theo trọng lượng khô. Ephedrine chiếm khoảng 40-90% hàm lượng ancaloit, với phần còn lại chứa pseudoephedrine và các dạng khử mêtyl của chúng. Ephedrine bị coi là chất kích thích (doping) và nó bị cấm sử dụng trong phần lớn các cuộc thi đấu thể thao.
Vào đầu những năm thập niên 1990, các e ngại về độ an toàn của ma hoàng và các sản phẩm có nguồn gốc ma hoàng bắt đầu tăng lên trong công chúng. Do ma hoàng là một loại dược thảo, các sản phẩm chứa nó đã được tiếp thị như là thuốc-thực phẩm và vì thế đã được loại ra khỏi các quy định của FDA tại Hoa Kỳ. Ma hoàng cũng đã được tìm thấy trong nhiều sản phẩm ăn kiêng thông dụng, một số trong chúng bị FDA coi là có thể nguy hiểm. Các amin kích thích thần kinh giao cảm như ephedrine làm tăng nhịp tim và huyết áp, vì thế nó có thể là nguy hiểm đối với những người có tiền sử liên quan đến các bệnh tim mạch.
Theo FDA, 155 ca tử vong có thể coi là do ma hoàng, phần lớn trong số đó liên quan đến các vấn đề và đột quỵ tim mạch. Tuy nhiên, nhiều người ủng hộ việc sử dụng ma hoàng vẫn cho rằng nó là an toàn nếu sử dụng theo đúng chỉ định và vẫn tiếp tục coi nó như là thuốc-thực phẩm chứ không phải là một loại thuốc. Các cửa hàng bán thuốc-thực phẩm của GNC đã dừng việc buôn bán các sản phẩm chứa ma hoàng vào tháng 6 năm 2003, và NFL đã cấm các cầu thủ sử dụng nó như là thuốc-thực phẩm vào năm 2001.
Vào ngày 30 tháng 12 năm 2003, FDA thông báo cấm (có hiệu lực từ ngày 12 tháng 4 năm 2004) việc bán không có kiểm soát các sản phẩm bổ trợ có chứa ma hoàng, viện dẫn rằng "rủi ro quá cao của bệnh tật hay thương tổn" từ việc sử dụng thuốc. Ephedrine tổng hợp vẫn có sẵn như là một thành phần trong một số thuốc không cần có đơn của bác sĩ được dán nhãn rõ ràng, phù hợp với các quy định của FDA. Các loại ma hoàng dạng cây (chẳng hạn các loại sử dụng trong y học cổ truyền Trung Quốc) và không có tiếp thị đặc biệt cho tiêu dùng ở người thì vẫn không chịu chế tài của FDA, vì thế không bị ảnh hưởng. Một vài bang đã ban hành các sắc luật của mình liên quan đến việc mua bán ma hoàng và các sản phẩm chứa nó, một số sắc luật còn chặt chẽ hơn cả các quy định của FDA.
Vào ngày 14 tháng 4 năm 2005, điều cấm này đã bị bãi bỏ theo phán quyết của thẩm phán Tena Campbell . Tuy nhiên, vào thời điểm tháng 7 năm 2005, các nhà sản xuất thuốc-thực phẩm, bao gồm cả các công ty đã phản đối việc cấm sử dụng ma hoàng tại tòa, vẫn miễn cưỡng không muốn đưa ma hoàng trở lại trong dây chuyền sản xuất của họ.
Tại Giải vô địch bóng đá thế giới của FIFA năm 1994 tại Hoa Kỳ thì cầu thủ Diego Armando Maradona người Argentina đã có kết quả dương tính đối với ephedrin khi sử dụng một loại thuốc-thực phẩm có chứa chất này. Vận động viên đua mô tô người Nhật Bản là Noriyuki Haga cũng có kết quả dương tính vào năm 2000 và bị truất quyền thi đấu ở cuộc đua kế tiếp cũng như không được tính điểm ở cuộc đua đó.